# زرشک خوش‌برگ
زرشک خوش‌برگ (نام علمی: Berberis dictyophylla) نام یک گونه از سرده زرشک است.